# Tino Carraro
Tino Carraro, all'anagrafe Agostino Carraro (Milano, 1º dicembre 1910 – Milano, 12 gennaio 1995), è stato un attore italiano.

## Biografia
Primogenito di Ernesto Carraro, tipografo, e di Giulia Massimo, entrambi originari della provincia di Rovigo, Agostino Carraro nacque a Milano, in corso Magenta, il 1º dicembre 1910.
Gli anni dell'infanzia furono segnati dagli avvenimenti della Grande Guerra, alla quale prese parte anche suo padre. Dopo le scuole elementari e medie, Tino frequentò il ginnasio per due anni, poi una scuola tecnica per tre anni. Ottenne il primo impiego al Banco di Roma, ma dovette interrompere il lavoro per il servizio di leva, che svolse per diciotto mesi a Bergamo in una caserma di fanteria.
Al rientro nella vita civile, Carraro venne assunto dal conte Scotti di Vigoleno, importatore di automobili francesi ma, poco dopo, a causa delle sanzioni economiche decretate all'Italia fascista, la concessionaria dovette chiudere. Tra l'incertezza di un futuro lavoro e la curiosità verso un mondo che suo padre aveva solo sfiorato, nel 1938 si iscrisse all'Accademia dei Filodrammatici di Milano, scuola che pagò lavorando come venditore di pezzi di ricambio per quelle stesse automobili che non potevano più essere vendute in Italia a causa dell'autarchia.
Nell'Accademia dei Filodrammatici incontrò Mary Mayer, istriana di origini austriache, che sposò nel 1940 e da cui ebbe in seguito due figlie: Anna e Roberta.

Tino Carraro con al centro Nella Maria Bonora negli studi radio Rai (1960)

Al termine del biennio di corsi serali, venne ingaggiato nella compagnia dell'Accademia di Roma dopo essere stato sottoposto ad audizione dallo stesso Silvio D'Amico, direttore della compagnia. Esordì così con Molto rumore per nulla di Shakespeare recitando, tra gli altri, con Ave Ninchi e Orazio Costa.
Successivamente, nel 1952, divenne primo attore del Piccolo Teatro di Milano, dove strinse un forte sodalizio con il regista Giorgio Strehler. Il legame era da ricercarsi soprattutto nella metodologia di lavoro di Carraro, tesa sempre a valorizzare e a sottolineare il lavoro dell'attore come risultato di un processo meticoloso e di artigianato, scevro di divismi ed esaltazioni istrioniche, in piena linea con i propositi artistici del teatro milanese.
Carraro è l'unico attore italiano ad aver vinto per tre volte il premio San Genesio come migliore interprete maschile della stagione teatrale: nel 1956 per L'opera da tre soldi, nel 1962 per Enrico IV, nel 1965 per Il piacere dell'onestà.
Nel 1962 fu anche protagonista, insieme a Enzo Jannacci, Milly, Sandra Mantovani e Anna Nogara, dello spettacolo di poesia e musica milanese Milanìn Milanon (in seguito anche pubblicato su disco), elaborato da Roberto Leydi con la regia di Filippo Crivelli e l'accompagnamento musicale del maestro Roberto Negri.
Accanto all'attività teatrale si produsse con notevoli interpretazioni in sceneggiati televisivi, come Il mulino del Po; I miserabili; I promessi sposi (nella parte di Don Abbondio, che lo rese molto popolare); I grandi camaleonti; A come Andromeda; Puccini.
Fu attivo anche nel cinema e nel doppiaggio.
Morì nel 1995 a 84 anni per un arresto cardiaco, riposa al cimitero di Lambrate a Milano.

## Filmografia

### Cinema
- Menzogna, regia di Ubaldo Maria Del Colle (1952)
- I sette dell'Orsa maggiore, regia di Duilio Coletti (1953)
- I quattro del getto tonante, regia di Fernando Cerchio (1955)
- A qualcuna piace calvo, regia di Mario Amendola (1960)
- Costantino il Grande, regia di Lionello De Felice (1960)
- Giorno per giorno, disperatamente, regia di Alfredo Giannetti (1961)
- Venere imperiale, regia di Jean Delannoy (1963)
- Il terrorista, regia di Gianfranco De Bosio (1963)
- Il gioco delle spie, regia di Paolo Bianchini (1966)
- A qualsiasi prezzo, regia di Emilio P. Miraglia (1968)
- Orgasmo, regia di Umberto Lenzi (1969)
- La monaca di Monza, regia di Eriprando Visconti (1969)
- L'amante del prete, regia di Georges Franju (1970)
- Il gatto a nove code, regia di Dario Argento (1971)
- Le belve, regia di Giovanni Grimaldi (1971)
- Storia di una monaca di clausura, regia di Domenico Paolella (1973)
- Peccato veniale, regia di Salvatore Samperi (1974)
- Due prostitute a Pigalle, regia di Làszlò Szabò (1975)
- Vergine, e di nome Maria, regia di Sergio Nasca (1975)
- Cadaveri eccellenti, regia di Francesco Rosi (1976)
- La lupa mannara, regia di Rino Di Silvestro (1976)
- Per amore, regia di Mino Giarda (1976)
- Notte italiana, regia di Carlo Mazzacurati (1987)

### Televisione

Tino Carraro in A come Andromeda (1972)

- Anche a Chicago nascon le violette, regia di Guglielmo Morandi – film TV (1956)
- La locandiera, regia di Claudio Fino – film TV (1960)
- Il mulino del Po, regia di Sandro Bolchi – miniserie TV (1963)
- Gli spettri, regia di Vittorio Cottafavi – film TV (1963)
- I miserabili, regia di Sandro Bolchi – miniserie TV (1964)
- I grandi camaleonti, regia di Edmo Fenoglio – miniserie TV (1964)
- Il giocatore, regia di Edmo Fenoglio – miniserie TV (1965)
- Quinta colonna, regia di Vittorio Cottafavi – miniserie TV (1966)
- I promessi sposi – serie TV (1967)
- Il complotto di luglio, regia di Vittorio Cottafavi – film TV (1967)
- Le mie prigioni, regia di Sandro Bolchi – miniserie TV (1968)
- La donna di quadri, regia di Leonardo Cortese – miniserie TV (1968)
- La fine dell'avventura, regia di Gianfranco Bettetini – miniserie TV (1969)
- I corvi, regia di Sandro Bolchi – film TV (1969)
- I giusti di Albert Camus, regia di Enrico Colosimo (1970)
- Tre quarti di luna, regia di Sandro Bolchi – film TV (1971)
- Oltre il duemila, regia di Piero Nelli – miniserie TV (1971)
- Con rabbia e con dolore, regia di Giuseppe Fina – miniserie TV (1972)
- A come Andromeda, regia di Vittorio Cottafavi – miniserie TV (1972)
- Puccini, regia di Sandro Bolchi – miniserie TV (1973)
- La ligne d'ombre, regia di Georges Franju – film TV (1973)
- Adelchi, regia di Orazio Costa – film TV (1974)
- Le cinque stagioni, regia di Gianni Amico – miniserie TV (1976)
- Il '90, regia di Sandro Bolchi – miniserie TV (1979)
- Re Lear, regia di Carlo Battistoni (1979)
- Semmelweis, regia di Gianfranco Bettetini – film TV (1980)
- Arabella, regia di Salvatore Nocita – miniserie TV (1980)
- Tre anni, regia di Salvatore Nocita – miniserie TV (1983)
- Piccolo mondo antico, regia di Salvatore Nocita – miniserie TV (1983)
- All'ombra della grande quercia, regia di Alfredo Giannetti – miniserie TV (1984)
- Melodramma, regia di Sandro Bolchi – miniserie TV (1984)

#### Partecipazione a Carosello
Nel 1961 partecipò agli sketch della rubrica pubblicitaria televisiva Carosello che pubblicizzavano le ceramiche per bagno Pozzi; nel 1967 e 1968 partecipò agli sketch  pubblicizzando come narratore il cioccolato Nutella della Ferrero; nel 1970 partecipò come attore agli sketch che pubblicizzavano le merendine Fiesta e la Nutella della Ferrero. Infine, negli anni ottanta, ormai dopo la fine di Carosello, Carraro fu testimonial del pulitore per dentiere Super Poli-Grip negli spot televisivi mandati in onda sia dalla Rai sia dalla Fininvest.

## Teatro
- Molto rumore per nulla di William Shakespeare, regia di Silvio D'Amico (1940)
- Anna Karenina, dal romanzo di Lev Tolstoj (1941)
- Il sesso debole di Édouard Bourdet, Teatro Nuovo di Milano, 29 novembre 1941
- Giorno di nozze di Édouard Bourdet, Teatro Nuovo di Milano, 9 giugno 1944
- Riccardo II di William Shakespeare, regia di Giorgio Strehler (1948)
- Le colonne della società di Henrik Ibsen, regia di Orazio Costa (1951)
- Così è (se vi pare) di Luigi Pirandello, regia di Orazio Costa (1952)
- Elisabetta d'Inghilterra di Ferdinand Bruckner, regia di Giorgio Strehler (1952)
- L'ingranaggio di Jean-Paul Sartre, regia di Giorgio Strehler (1953)
- Sacrilegio massimo di Stefano Pirandello, regia di Giorgio Strehler (1953)
- Lulù di Carlo Bertolazzi, regia di Giorgio Strehler (1953)
- Un caso clinico di Dino Buzzati, regia di Giorgio Strehler (1953)
- Le veglie inutili di Giancarlo Sbragia, regia di Franco Enriquez (1953)
- La vedova scaltra di Carlo Goldoni, regia di Giorgio Strehler (1953)
- Giulio Cesare di William Shakespeare, regia di Giorgio Strehler (1953)
- La sei giorni di Ezio D'Errico, regia di Giorgio Strehler (1953)
- L'imbecille - La patente - La giara di Luigi Pirandello, regia di Giorgio Strehler (1954)
- La folle di Chaillot di Jean Giraudoux, regia di Giorgio Strehler (1954)
- La mascherata di Alberto Moravia, regia di Giorgio Strehler (1954)
- La moglie ideale di Marco Praga, regia di Giorgio Strehler (1954)
- Il servitore di due padroni di Carlo Goldoni, regia di Giorgio Strehler (ripresa, 1954-1957)
- Nostra dea di Massimo Bontempelli (1954)
- Elettra di Sofocle (1954)
- La trilogia della villeggiatura di Carlo Goldoni, regia di Giorgio Strehler (1954)
- Il giardino dei ciliegi di Anton Čechov, regia di Giorgio Strehler (1955)
- Processo a Gesù di Diego Fabbri, regia di Orazio Costa (1955)
- Tre quarti di luna di Luigi Squarzina, regia di Giorgio Strehler (1955)
- El nost Milan di Carlo Bertolazzi, regia di Giorgio Strehler (1955, 1961, 1979)
- L'opera da tre soldi di Bertolt Brecht, regia di Giorgio Strehler (1955-1959)[3]
- Questa sera si recita a soggetto di Luigi Pirandello, regia di Giorgio Strehler (1956)
- I giacobini di Federico Zardi, regia di Giorgio Strehler (1956)
- I vincitori di Pompeo Bettini e Ettore Albini, regia di Virginio Puecher (1957)
- La favola del figlio cambiato di Luigi Pirandello, regia di Orazio Costa (1957)
- Coriolano di William Shakespeare, regia di Giorgio Strehler (1957)
- Goldoni e le sue sedici commedie nuove di Paolo Ferrari, regia di Giorgio Strehler (1957)
- Una montagna di carta di Guido Rocca, regia di Virginio Puecher (1958)
- Platonov e altri di Anton Čechov, regia di Giorgio Strehler (1958)
- La visita della vecchia signora di Friedrich Dürrenmatt, regia di Giorgio Strehler (1958)
- La congiura di Giorgio Prosperi, regia di Luigi Squarzina (1959)
- L'egoista di Carlo Bertolazzi, regia di Giorgio Strehler (1960)
- Tornate a Cristo, con paura a cura di Mario Missiroli, regia di Mario Missiroli (1960)
- Enrico IV di Luigi Pirandello, regia di Orazio Costa (1961)
- Giochi per Claudio - l'Apocolocyntosis o Ludus de morte Claudii, teatro di Ostia Antica, regia Rai di Alberto De Martino (1962)
- Lulù di Frank Wedekind, regia di Patrice Chéreau (1971)
- Re Lear di William Shakespeare, regia di Giorgio Strehler (1972, 1973, 1974, 1977)
- Io, Bertolt Brecht n. 2, regia di Giorgio Strehler (1974-1976)
- Le balcon di Jean Genet, regia di Giorgio Strehler (1975-1977)
- La tempesta di William Shakespeare, regia di Giorgio Strehler (1977-1979)
- Temporale di August Strindberg, regia di Giorgio Strehler (1979-1982)
- Gli ultimi, di Maksim Gor'kij, regia di Carlo Battistoni (1983)
- Conversazione con la morte di Giovanni Testori, regia di Lamberto Puggelli (1989)
- Faust, frammenti parte seconda di Johann Wolfgang Goethe, regia di Giorgio Strehler (1991)
- La sposa Francesca di Francesco De Lemene, regia di Lamberto Puggelli (1991)
- I giganti della montagna di Luigi Pirandello, regia di Giorgio Strehler (1994)

## Prosa televisiva Rai
- Tristi amori di Giuseppe Giacosa, regia di Claudio Fino, trasmessa il 29 gennaio 1954.
- La trilogia della villeggiatura di Goldoni, regia di Giorgio Strehler, trasmessa il 23 novembre 1954.
- Il primo giorno di primavera, regia di Claudio Fino, trasmessa il 6 maggio 1955.
- I dialoghi delle Carmelitane di Georges Bernanos, regia di Tatiana Pavlova, trasmessa il 2 novembre 1956.
- L'importanza di essere Franco di Oscar Wilde, regia di Mario Ferrero, trasmessa nel 1958.
- Gli spettri di Henrik Ibsen, regia di Vittorio Cottafavi, 15 novembre 1963.
- Delitto a Corfù di Massimo Dursi, regia di Giacomo Colli, trasmesso il 19 gennaio 1964.
- Come le foglie di Giuseppe Giacosa, regia di Edmo Fenoglio, trasmesso nel Programma Nazionale il 26 marzo 1965.
- I giusti di Albert Camus regia Enrico Colosimo trasmesso nel 1970
- A come Andromeda, regia di  Vittorio Cottafavi, trasmessa dal Programma Nazionale nel 1972.

## Prosa radiofonica Rai
- Esuli, commedia di James Joyce, regia di Enzo Ferrieri, trasmessa il 21 gennaio 1947.
- Via dell'angelo di Patrick Hamilton, regia di Enzo Convalli, trasmessa il 28 luglio 1949.
- Seconda giovinezza di Vandregisilo Tocci, regia di Claudio Fino, trasmessa l'8 ottobre 1951.
- Un tale che passa di Gherardo Gherardi, regia di Sergio Tofano, trasmessa il 1º aprile 1952.
- Le disdette della notte di A.e M. Machado, regia di Enzo Ferrieri, trasmessa il 5 dicembre 1952.
- La cena delle beffe di Sem Benelli, regia di Anton Giulio Majano, trasmessa il 3 gennaio 1955.
- La torre sul pollaio di Vittorio Calvino, regia di Umberto Benedetto, trasmessa il 4 dicembre 1956.
- Ombre sull'acqua, dramma di William Butler Yeats, regia di Corrado Pavolini, trasmesso il 31 marzo 1957.
- I disonesti, dramma di Gerolamo Rovetta, regia di Enzo Ferrieri, trasmessa il 13 maggio 1957.
- L'uomo di cenere, commedia di André Obey, regia di Eugenio Salussolia, trasmessa il 11 febbraio 1958
- Un ballo in maschera, commedia di Michail J. Lermontov, regia di Alessandro Brissoni, trasmessa il 27 gennaio 1960.
- Dottor Faust, opera di Ferruccio Busoni, 27 marzo 1960 (registrazione al Teatro alla Scala di Milano il 20 marzo 1960)
- Attrice, commedia di Heinrich Mann, regia di Vittorio Sermonti, trasmessa il 14 gennaio 1961.
- L'egoista, commedia di Carlo Bertolazzi, regia di Giorgio Strehler, trasmessa il 28 giugno 1961.
- Pierino e il lupo di Sergej Prokof'ev, voce recitante con la Philharmonia Orchestra, diretta da Herbert von Karajan (1964)

## Discografia parziale

### Album
- Dante - Inferno (Sansoni Accademia Editori, SLI 03, LP) con Tino Buazzelli, Giorgio Albertazzi, Ottavio Fanfani, Davide Montemurri
- Dante - La divina commedia - Paradiso (Nuova Accademia Del Disco, BLI 2005, LP) con Ernesto Calindri, Giorgio Albertazzi, Anna Proclemer, Ottavio Fanfani
- Sergej Prokof'ev - Pierino e il lupo (EMI Discoteca classica, C 053 - 00868, LP) con Philharmonia Orchestra, direttore Herbert Von Karajan

## Doppiaggio
Carraro doppiò Walter Pidgeon nell'edizione italiana de Il pianeta proibito e Mario Feliciani ne La rivolta dei barbari.

## Riconoscimenti
Nel 1993, l'Accademia dei Lincei gli ha conferito il Premio Feltrinelli per le Arti (Recitazione).
Premio Ubu – 1979/1980
Miglior attore per El nost Milan e Temporale
Nastro d'argento – 1976
Candidatura migliore attore non protagonista per Cadaveri eccellenti
Premio Flaiano Sezione teatro – 1992
Alla carriera